# Kępki (Nowy Dwór Gdański)
Kępki (deutsch Zeyer) ist ein Dorf in der Landgemeinde Nowy Dwór Gdański (Tiegenhof) im Powiat Nowy Dwór in der polnischen Woiwodschaft Pommern.

## Geographische Lage
Das Dorf liegt etwa zehn Kilometer nordwestlich von Elbląg (Elbing) und 45 Kilometer südöstlich von Danzig.
Die Ortschaft ist Zielpunkt des 237 Kilometer langen Kopernikus-Wanderwegs, der von Olsztyn (Allenstein) über Frombork (Frauenburg) bis nach Kępki führt. Südlich des Ortes verläuft die Nogat, die dort die Grenze zur Woiwodschaft Ermland-Masuren bildet.

## Geschichte

Zeyer (Zeier) westlich des südwestlichen Ufers des Frischen Haffs und nordwestlich von Elbing auf einer Landkarte von 1910

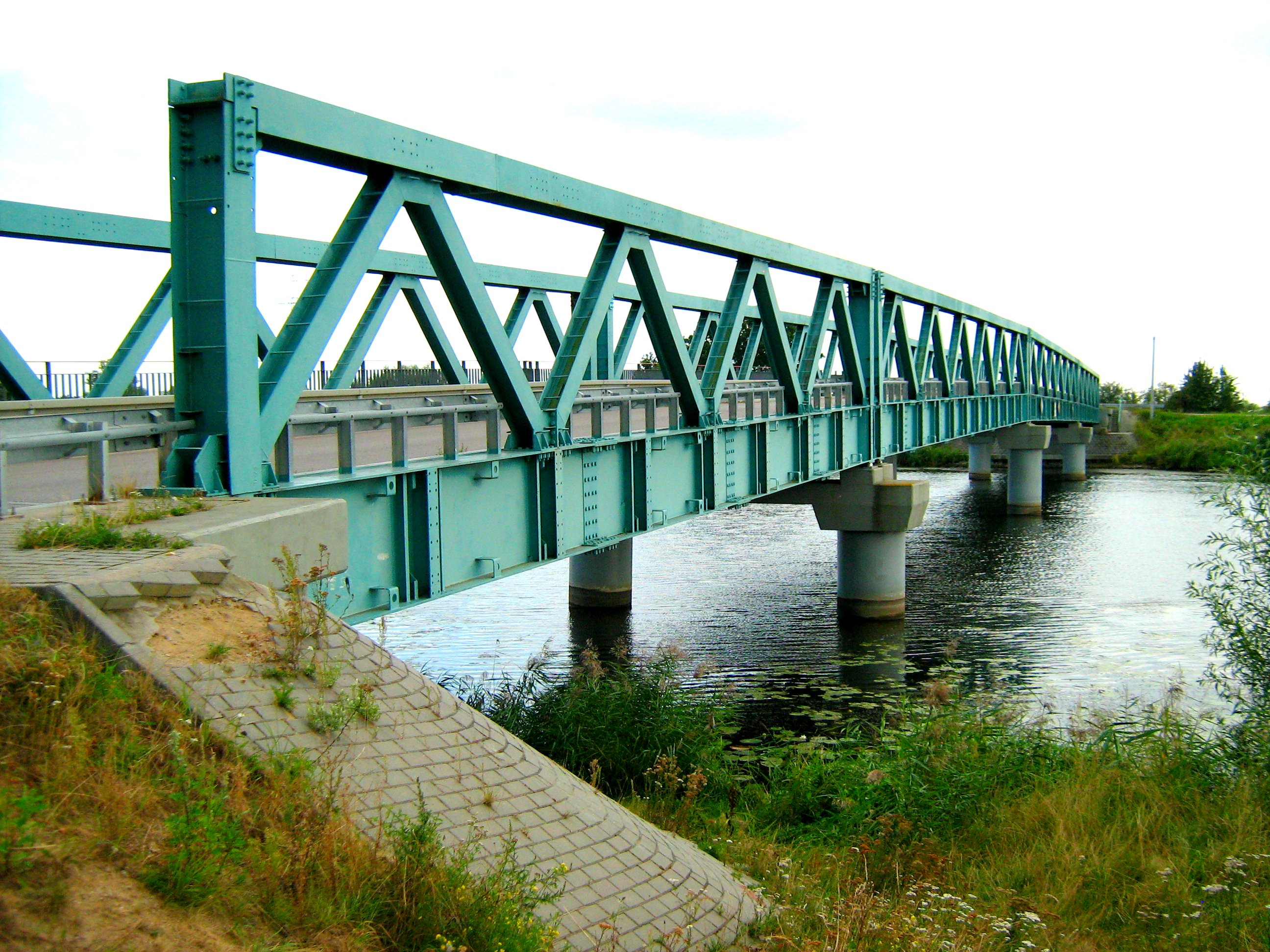
Nogatbrücke bei Zeyer

Das Bauerndorf Zeyer, das im 19. Jahrhundert eine evangelische Grundschule hatte, gehörte bis 1920 zum Landkreis Elbing im Regierungsbezirk Danzig der Provinz Westpreußen, und damit zu Deutschland. Nach dem Ersten Weltkrieg wurde das Dorf aufgrund der Bestimmungen des Versailler Vertrags an die neugebildete Freie Stadt Danzig abgetreten, in der es von 1920 bis 1939 zum Landkreis Großes Werder gehörte. Nach dem deutschen Überfall auf Polen und der Besetzung des Danziger Freistaates wurde Zeyer 1939 in das Reichsgebiet eingegliedert und gehörte von 1939 bis 1945 zum Landkreis Großes Werder im Reichsgau Danzig-Westpreußen.
Gegen Ende des Zweiten Weltkriegs wurde die Region im Frühjahr 1945 von der Roten Armee besetzt. Nach Kriegsende wurde Zeyer im Sommer 1945 von der sowjetischen Besatzungsmacht gemäß dem Potsdamer Abkommen unter polnische Verwaltung gestellt und Teil des polnischen Staates. Soweit die einheimischen Dorfbewohner nicht geflohen waren, wurden sie in der Folgezeit aus Zeyer vertrieben.

### Demographie
| Jahr | Einwohner | Anmerkungen                    |
| ---- | --------- | ------------------------------ |
| 1816 | 589       | zusammen mit Zeyers Rosengarth |
| 1852 | 978       | zusammen mit Zeyers Rosengarth |
| 1864 | 933       | am 3. Dezember                 |
| 1871 | 960       | [ 6 ]                          |
| 1905 | 649       | [ 7 ]                          |
| 1910 | 660       | [ 8 ]                          |
| 1929 | 649       | [ 9 ]                          |

## Kirchspiel
Zum evangelischen Kirchspiel Zeyer gehörten im 19. Jahrhundert die beiden Dörfer Zeyer und Stuba sowie eine Reihe von Gastgemeinden aus den umliegenden Dörfern. Einige dieser Gastgemeinden wurden im Jahr 1870 in das Kirchspiel Neuheide umgepfarrt.